# Heinrich von Gardelegen
Heinrich (* um 1150; † 1192) war Graf von Gardelegen aus dem Adelsgeschlecht der Askanier. Er gründete das Kollegiatstift Stendal mit der zugehörigen Sankt-Nikolaus-Kirche.

## Leben
Heinrich war der zweite Sohn von Markgraf Otto I. von Brandenburg und dessen Ehefrau Judith von Polen. Sein älterer Bruder war Markgraf Otto II. von Brandenburg. Ein jüngerer Halbbruder aus der zweiten Ehe des Vaters, war Albrecht II. von Brandenburg.
Heinrich wurde erstmals 1186 als Graf von Gardelegen bezeichnet. Zu seinem Besitz, den er mit dem Tod des Vaters im Jahr 1184 als Erbteil erhalten hatte, gehörten große Teile der Altmark mit Tangermünde und Stendal aus dem Allodialbesitz der Familie. 1188 stiftete Heinrich ein Kollegiatstift, das als späteres Domstift vorgesehen war, an der vorher von ihm gegründeten Kirche St. Nikolai in Stendal und ließ es mit einem Propst und zwölf Stiftsherren besetzen. Es sollte die Grundlage für ein eigenes Bistum in der Altmark werden, das jedoch nicht zustande kam. Heinrich ließ die Stephanskirche in Tangermünde neu bauen (oder gründete sie) und begründete möglicherweise auch die Nikolai- und die Marienkirche in Gardelegen. Von Heinrich sind Brakteaten und Pfennige erhalten.
1192 verlieh er dem Stiftskapitel das Recht, den Dekan und neue Stiftsherren selbst zu bestimmen. Bald darauf starb er. Da er keine männlichen Nachkommen hatte, ging die Altmark an seinen Bruder Otto und seinen Halbbruder Albrecht.